# The Call of Yesterday
 The Call of Yesterday è un cortometraggio muto del 1915. Il nome del regista non viene riportato.

## Produzione
Il film fu prodotto dalla Essanay Film Manufacturing Company.

## Distribuzione
Distribuito dalla General Film Company, il film - un cortometraggio di una bobina - uscì nelle sale cinematografiche USA il 26 luglio 1915.
Viene citato in Moving Picture World del 24 luglio 1915.